# Голя (Кросненський повіт)
Голя (пол. Gola) — село в Польщі, у гміні Домбе Кросненського повіту Любуського воєводства.
Населення — 95 осіб (2011).
У 1975-1998 роках село належало до Зеленогурського воєводства.

## Демографія
Демографічна структура станом на 31 березня 2011 року:
|          | Загалом | Допрацездатний вік | Працездатний вік | Постпрацездатний вік |
| -------- | ------- | ------------------ | ---------------- | -------------------- |
| Чоловіки | 51      | 9                  | 39               | 3                    |
| Жінки    | 44      | 14                 | 24               | 6                    |
| Разом    | 95      | 23                 | 63               | 9                    |